# Iris linifolia
Iris linifolia är en irisväxtart som först beskrevs av Eduard August von Regel, och fick sitt nu gällande namn av Olga Alexandrovna Fedtschenko. Iris linifolia ingår i släktet irisar, och familjen irisväxter. Inga underarter finns listade i Catalogue of Life.